# Ланкийская литература
Ланкийская литература — литература Республики Шри-Ланка на сингальском и тамильском языках.

## История

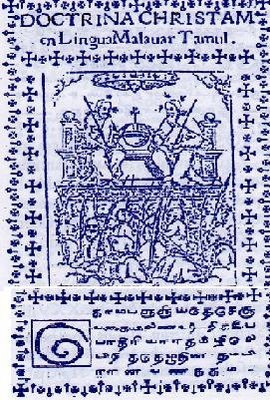
Первая книга, напечатанная на тамильском языке. Книга была опубликована португальским священником-иезуитом Энрике Энрикесом 20 октября 1578 года в Коллам, Керала.

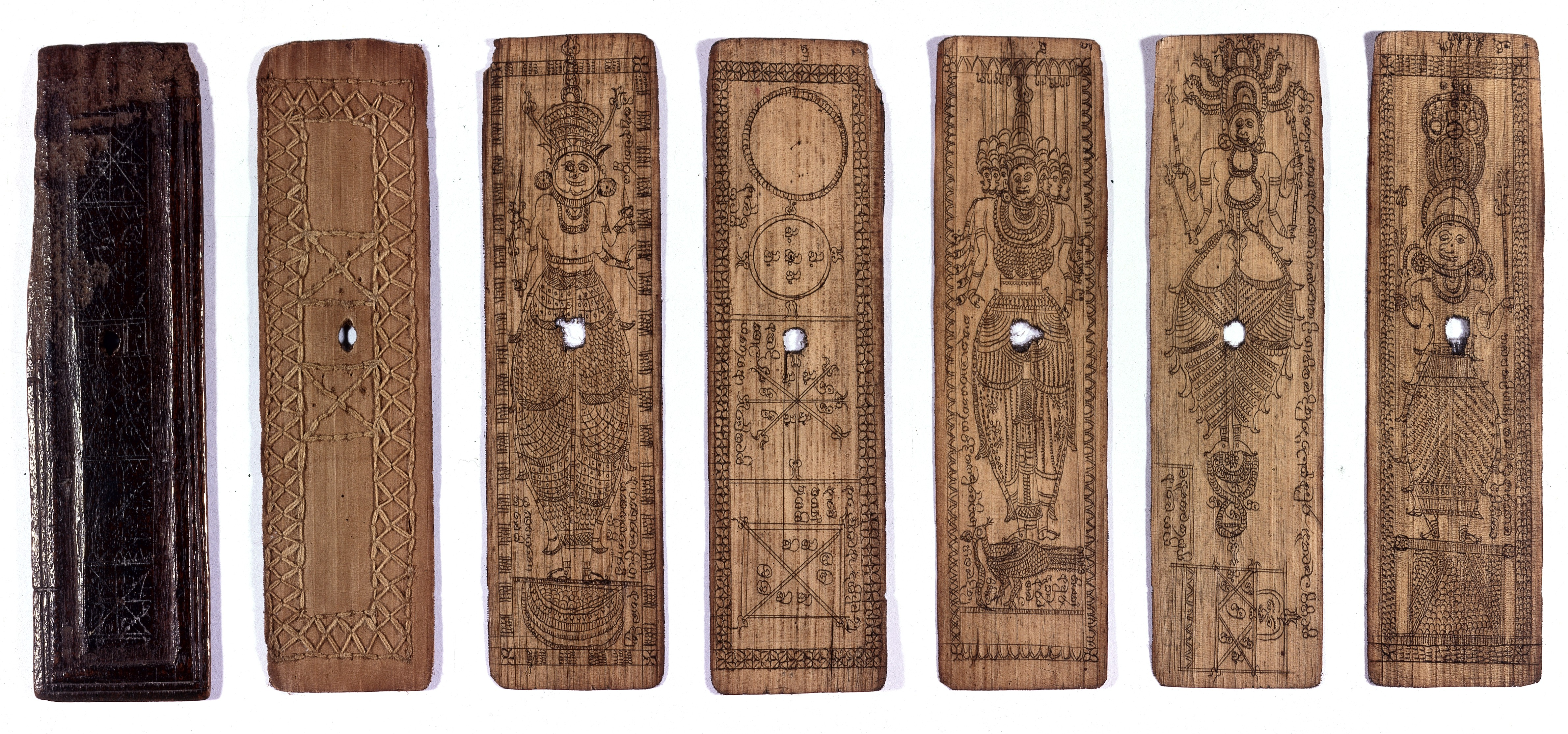
Сингальские манускрипты

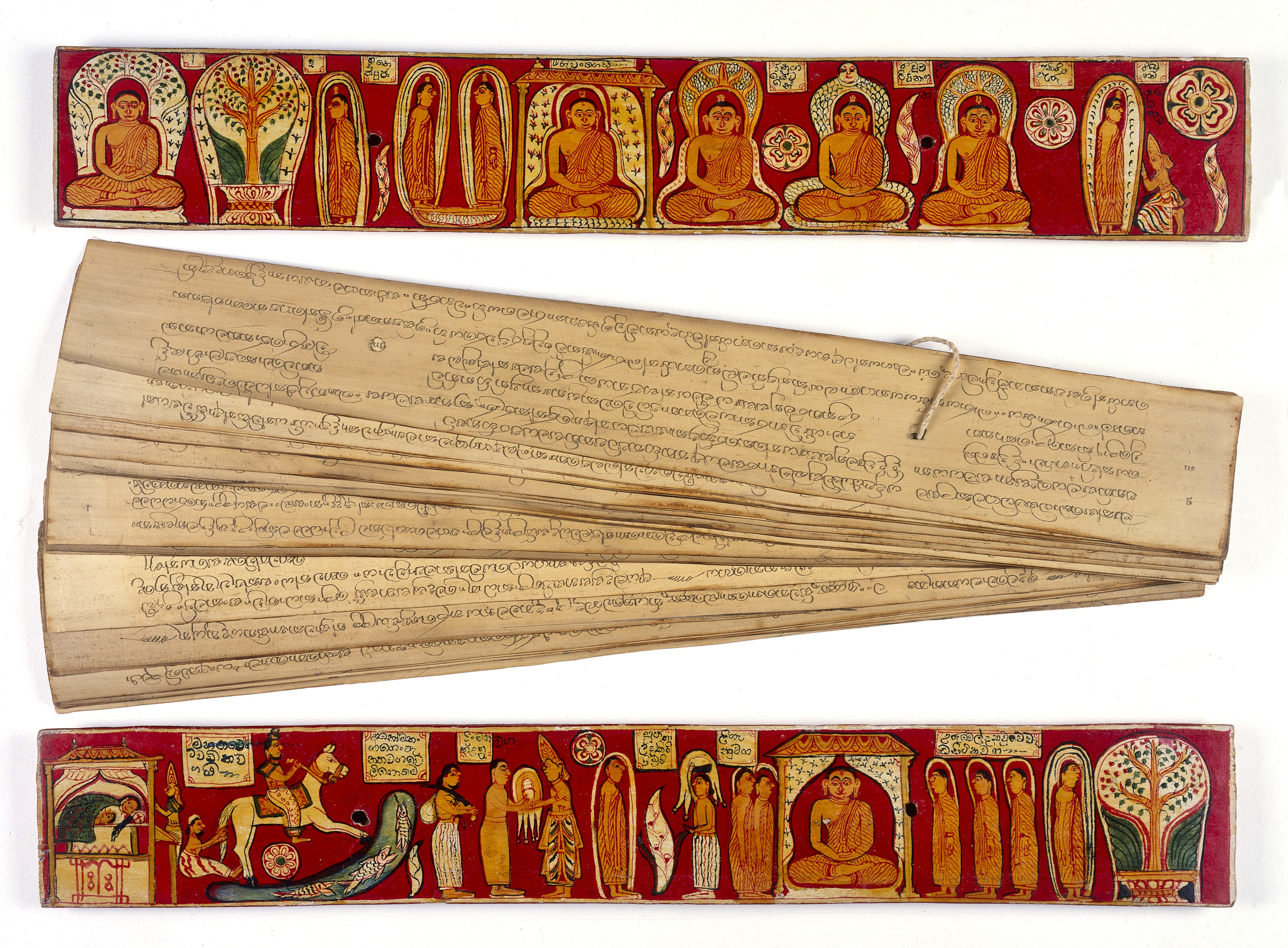
Иллюстрированные Сингальские манускрипты из листьев пальмы, показывающие события из жизни Будды

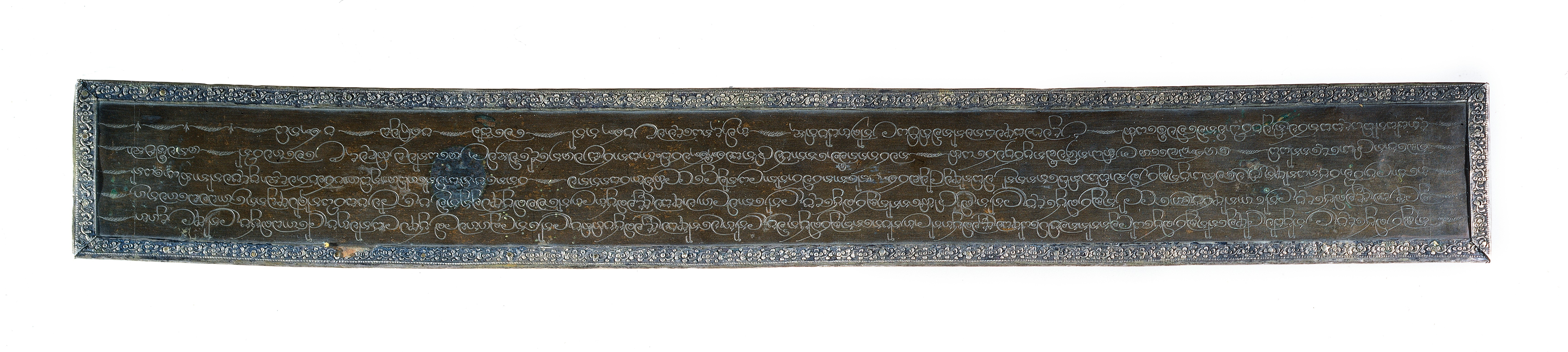
Сингальские манускрипты

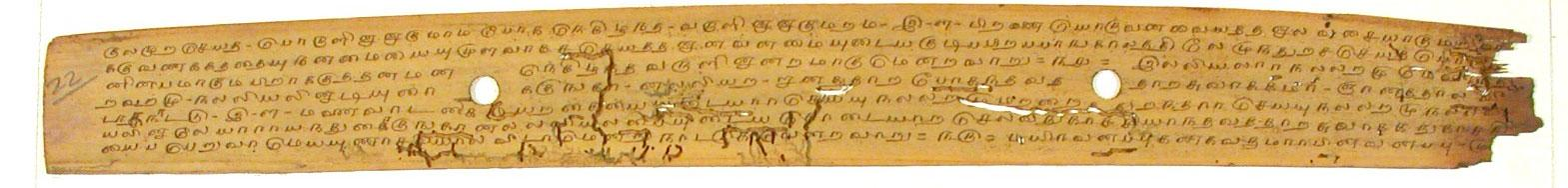
Тамильская пальмовая литература

В III веке до н. э. на остров проникает буддизм. Первыми текстами древнего Цейлона являются хроники «Дипаванса» — «История страны» в стихах (IV век) и «Махаванса» (V век) на языке пали. В «Махавансе» есть исторические материалы, а также записаны сказания и мифы Цейлона. В это же время созданы комментарии по положениям буддийской доктрины.
На основе языка пали была создана сингальская литература.
Илатту Путантеванар был одним из самых ранних известных классических тамильских поэтов. Стихи поэта включены в антологию тамильской поэзии Сангам или Санкам, которая была собрана Тамилакаме не позже 250 года н. э.

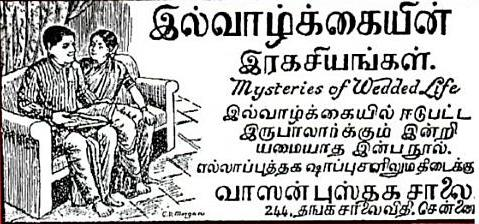
Обложка тамильский книги «Тайны брака»

В V веке н. э. записаны джатаки — рассказы о прошлых жизнях Будды. Были переведены все существующие джатаки. На сингальском языке первые произведения появились в VI веке.
С XIII века упрощается язык произведений, чтобы сделать доступнее изложение буддизма.
Первым прозаическим произведением было Гурулугоми «Море нектара» (XIII в.), описывающее прошлые рождения Будды. следующими известными прозаическими произведениями были «Гирлянда драгоценных камней истинной веры» монаха Дхармасены; «Орнамент истинной религии» (XIV в.) Дхармакирти-махатхеро.
В XIV веке переводятся джатаки на сингальский язык.
В XV веке на первое место выходит поэзия. Поэты средневековья — Шри Рахула («Послание голубя», «Послание майны» и «Диадема поэзии») Веттеветхеро и Видагама.
Около четырёх столетий страна была европейской колонией: с XVI века —португальской, в XVII веке португальцев сменили голландцы, с 1795 года — англичане.
В 1948 году страна получила независимость под названием [английский] Доминион Цейлон. В 1972 году страна была переименована в Шри-Ланку. Колониальная зависимость страны тормозила развитие её литературы.
В 1940-е годы на фоне борьбы за независимость в стране проявляется интерес к теории марксизма-ленинизма. Переводится марксистско-ленинская литература. 3 июля 1943 года на базе Объединённой социалистической партии и отдельных коммунистических групп в стране была создана Коммунистическая партия. До 1972 года она называлась Коммунистической партией Цейлона. Партия вела борьбу за освобождение Цейлона от английского колониального господства.
Сингальские романы появились в 1-м десятилетии XX века. Их авторами были С. де Силва, П. Сирисена (1875—1946), В. А. Силва (1892—1957) — исторический роман («Сунетра, или Мрачные времена», 1936).
В 1900-х годах ланкийские писатели создали литературный жанр — фантастику.
1940-е годы отмечены развитием жанра короткого рассказа: Х. Мунидас (1903—57) и Г. Б. Сенанаяке (р. 1903).
Цейлонские тамильские писатели внесли свой вклад в развитие тамильской литературы. Тамильским поэтами являются выходец с Цейлона Эжаттумпудан Деванар, средневековые поэты Синнатамби Пулавар, Маилвагана Пулавар, Ситтамбала Пулавар.

## Современность
Подъём современной сингальской литературы и искусств начался с 1956 года. Современная литература Шри Ланки развивается в основном на сингальском, тамильском и английском языках. В 2006 году поэт Сунанда Махендра получил Государственную премию по литературе за лучший сингальский сборник стихотворений. Видным писателем Шри-Ланки является Чандрарана Бандара. В 1991 году он получил национальную литературную премию за роман «Меру»  на Государственном Литературном фестивале.
К сингальским поэтам относятся С. Махинда, Мунидаса Кумаратунга, Сагара Палансурия, Г. Х. Перера, Алвис Перера, Вималаратна Кумарагама, Чандраратна Манавасинхе.
Современный драматург Эдиривир Саратчандра является автором пьес «Манаме» и «Синхабаху».
На английском языке пишет Ашок Феррей, почти каждая книга которого становится национальным бестселлером.
Литературные критики: Мартин Викрамасинге, Эдиривира Саратчандра, Амарадаса Вирасинге, В. А. Абесинхе, Гунасена Витана, Гавин Карунаратна. Выдающихся ученым литературоведом Шри-Ланки является Кумаратунга Мунидаса (1887—1944).
Литературное объединение — «Фронт народных писателей».
Литературная пресса: газета «Джана Ручия» («Народный вкус»), журналы «Сахитья» («Литература»), «Санскрути» («Культура»), «Кала пуват» («Новости искусства»).

### на английском языке
- Sarathchandra E. R., The Sinhalese novel, Colombo, 1950.
- Wickramasingle М., Sinhalese literature, Colombo, 1949.
- Zvelebil, Kamil V. (1974). Gonda, Jan (Editor). Tamil Literature. A History of Indian Literature. Vol. X. Wiesbaden: Otto Harrassowitz Verlag, 316 pages. ISBN 978-3-4470-1582-0